# Montefalco
Montefalco une commune italienne d'environ 5 800 habitants, située dans la province de Pérouse, dans la région Ombrie, en Italie centrale. Le village a obtenu le label des Plus Beaux Bourgs d'Italie.

## Géographie
Montefalco se trouve sur un piton des Colli Martani surplombant la plaine des crues du Clitumne, à 7 km au SE de Bevagna, 11 km au SO de Foligno, et 9 km au NO de Trevi.

## Économie
La commune de Montefalco et une petite partie de la commune de Bevagna constituent la zone d'appellation contrôlée des vini di Montefalco.

## Monuments et patrimoine
- Plusieurs églises du Moyen Âge et de la Renaissance.

L'église de Montefalco comporte des reliques connues comme des matérialisations de la piété de Claire :
"C'est ainsi que le chirurgien du village de Montefalco, en Ombrie, découvrit dans les entrailles de l'abbesse Claire (Chiara), décédée en 1308, un crucifix devenu chair, une couronne d'épines, un fouet et des clous de la croix, tandis que sa vésicule biliaire contenait trois pierres identiques, qui, pour les gens de l'époque, ne pouvaient être qu'une évocation de la Sainte Trinité."
- La plus importante est l'église San Francesco, avec un ensemble de fresques sur la vie de François d'Assise de Benozzo Gozzoli : l'église, désormais laïcisée, fait maintenant partie d'un musée important d'art de l'Ombrie.
- San Agostino
- Santa Illuminata

## Administration
| Période                                  | Période  | Identité            | Étiquette       | Qualité |
| ---------------------------------------- | -------- | ------------------- | --------------- | ------- |
| 14 juin 2004                             | En cours | Valentino Valentini | Centro-Sinistra |         |
| Les données manquantes sont à compléter. |          |                     |                 |         |

### Hameaux
Casale, Cerrete, Turrita, Pietrauta, Montepennino, Madonna della Stella, Fratta, Camiano, Torre di Montefalco, San Marco

### Communes limitrophes
Bevagna, Castel Ritaldi, Foligno, Giano dell'Umbria, Gualdo Cattaneo, Trevi

## Personnalités nées à Montefalco
- Claire de Montefalco
- Luciano Liboni (dit Il Lupo), criminel italien.
- Domenico Mustafà, castrat italien
- San Fortunato da Montefalco
- Francesco Melanzio

## Jumelages
- Sainte-Eulalie  France